# Nils Vroemans
Nils Vroemans (* 29. Januar 1988 in Antwerpen) ist ein belgischer Eishockeyspieler, der seit 2009 bei HYC Herentals unter Vertrag steht und mit dem Klub seit 2015 in der belgisch-niederländischen BeNe League spielt.

## Karriere
Nils Vroemans, der aus dem Antwerper Stadtteil Ekeren stammt, spielte zu Beginn seiner Karriere als Eishockeyspieler bei den Phantoms Deurne, wo er zunächst in der zweiten Mannschaft eingesetzt wurde. Als 17-Jähriger gab er in der Spielzeit 2005/06 sein Debüt in der ersten Herren-Mannschaft in der belgischen Ehrendivision. 2009 wechselte er zum Ligakonkurrenten HYC Herentals und 2012 gewann er mit seinem Team den belgischen Landesmeisterschaft. 2012, 2013 und 2016 konnte er mit HYC den Belgischen Eishockeypokal erringen. Von 2010 bis 2012 nahm er mit seinem Team zudem am niederländisch-belgischen North Sea Cup teil. Als diese Serie aufgelöst wurde, wechselte Vroemans mit der ersten Mannschaft von HYC Herentals 2012 in die niederländische Ehrendivision. Seit Gründung der belgisch-niederländischen BeNe League als gemeinsamer höchster Spielklasse beider Länder spielt er mit dem Klub dort und konnte 2016 die erste Austragung gewinnen, womit auch gleichzeitig der belgische Meistertitel verbunden war. 2017 und 2018 gewann er mit HYC ebenfalls die belgische Meisterschaft und 2017 zudem erneut den Pokalwettbewerb.

### International
Für Belgien nahm Vroemans bereits an den U18-Weltmeisterschaften 2004 und 2006 in der Division II und 2005 in der Division III teil. In der U20 spielte er bei den Weltmeisterschaften 2005 und 2008 in der Division II und 2007 in der Division III.
Mit der Herren-Nationalmannschaft nahm Vroemans an den Weltmeisterschaften der Division II 2007, 2008, 2009, 2010, 2011, 2012, 2013, 2014 und 2017 teil.

## Erfolge und Auszeichnungen
- 2005 Aufstieg in die Division II bei der U18-Weltmeisterschaft der Division III
- 2007 Aufstieg in die Division II bei der U20-Weltmeisterschaft der Division III
- 2012 Belgischer Meister und Belgischer Pokalsieger mit HYC Herentals
- 2012 Aufstieg in die Division II, Gruppe A, bei der Weltmeisterschaft der Division II, Gruppe B
- 2013 Belgischer Pokalsieger mit HYC Herentals
- 2016 Gewinn der BeNe League, belgischer Meister und Pokalsieger mit HYC Herentals
- 2017 Belgischer Meister und Pokalsieger mit HYC Herentals
- 2018 Belgischer Meister mit HYC Herentals

## Statistik
(Stand: Ende der Spielzeit 2015/16)